# Aranyosronk
Aranyosronk (Runc) falu Romániában, Erdélyben, Fehér megyében. Közigazgatásilag Alsóaklos községhez tartozik.

## Fekvése
Tordától délnyugatra, Torockótól északnyugatra, az Aranyosba ömlő Ronki-patak mellett, Alsóablakos északi szomszédjában fekvő település.

## Története
Aranyosronk nevét 1733-ban említette először oklevél Runk néven. További névváltozatai: 1861-ben Runk, 1913-ban Aranyosronk.
Aranyosronknak 1850-ben 567 lakosa volt, melyből 561 román, 6 cigány. 1880-ban kivált belőle Lunkalárga (Lunca Largă); 1910-ben visszakerült, majd 1956-ban ismét kivált.
1880-ban 247 lakosából 335 román volt. 1910-ben 606 román lakosa volt. 1956-ban 303, 1966-ban 282, 1977-ben 262, 1992-ben 203 román lakosa volt. A 2002-es népszámláláskor 167 lakosából 166 román, 1 magyar volt.
A trianoni békeszerződés előtt Torda-Aranyos vármegye Torockói járásához tartozott.

## Nevezetességek

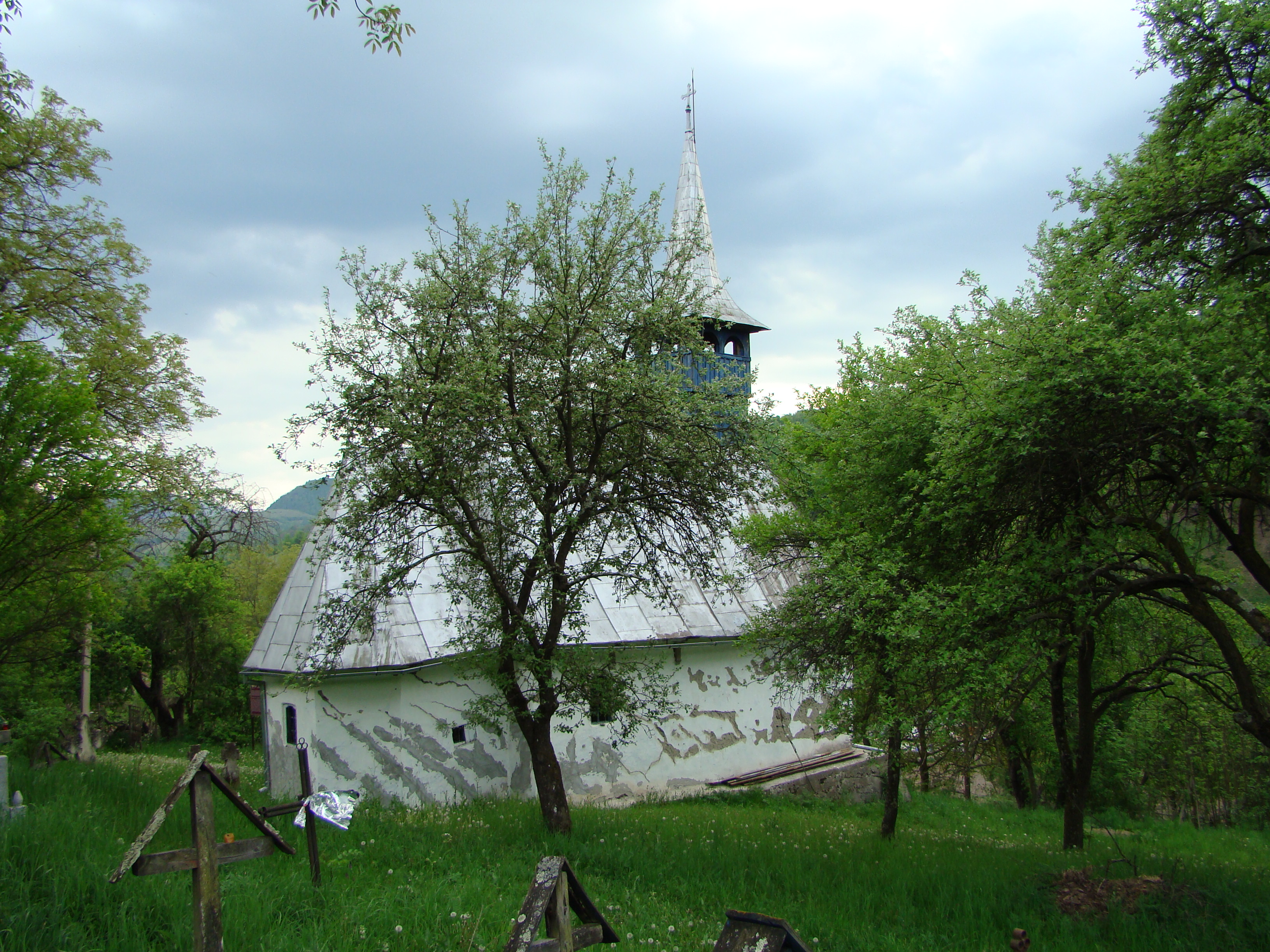
A görögkeleti fatemplom

- Aranyosronk görögkeleti fatemploma 1852-ben Szent Arkangyalok tiszteletére épült. A téglalap alapú templom hajója ötoldalú sokszögben záródik. Az épület déli oldalához később nagy, faragott oszlopos teraszt toldottak.
- Közelében található a Ronki-sziklaszoros és a cseppkőbarlang.